# Agymosógép (X-akták)
A(z) Agymosógép az X-akták című amerikai sci-fi sorozat harmadik évadának huszonharmadik epizódja, melyet Mat Beck írt.

## Cselekmény
Egy titokzatos informátor értesíti Mulder ügynököt, hogy egy városban sorozatosan fordulnak elő gyilkosságok, amelyekben a tetteseknek különös látomásaik vannak. Bár Fox nem tudja ki az informátor, illetve, hogy kinek dolgozik, mégis nyomozni kezd az ügyben. Ő és Scully felkeresnek egy elmegyógyintézetet, ahol Joseph Patnick-ot, az egyik gyilkost, kezelik. A férfi váratlanul feldühödik miközben a televíziót nézi és törni-zúzni kezd. Dr. Stroman, a kezelőorvos, szerint Patnick hallucinációktól szenved.
Az ügynökök felkeresik Patnik lakását és átvizsgálják. Rengeteg videókazettát találnak, szinte halmokban áll. Mindegyiken a helyi kábeltévé műsora van és habár Mulder órákon át nézi a felvételeket, semmiféle összefüggést sem talál a filmek és a gyilkosság között. Scully szerint a tévében látott erőszakos jelenetek ösztönözték Patnick-et a gyilkosságra, ám Mulder ezt nem fogadja el érvként.
Puszta kíváncsiságból, Dana majdnem minden egyes kazettát végignéz. Késő éjjel végez és kimegy az automatához üdítőt venni, amikor Muldert pillantja meg egy kocsiban, amint az a Cigarettázó Férfival beszélget. Másnap újabb gyilkosság történik. Ezúttal egy háziasszony lőtte le a szomszédját. A gyilkos, Riddock asszony, azt állítja, hogy férje egy szőke nővel szeretkezett a kerti függőágyban és ő a hűtlen férjét lőtte le. Valójában azonban a békésen szundikáló szomszédot gyilkolta meg, aki a függőágyában aludt kutyájával. A Riddock házban is töménytelen mennyiségű videókazettát találnak. Mulder észrevesz egy technikust, aki éppen valamit szerel a közeli póznán elhelyezett tévéelosztó áramkörben. Kimegy és eltávolít egy kicsiny alkatrészt, amit azonnal a Magányos Harcosok csapatához visz elemzésre.
Ezalatt Scully egyre gyanakvóbb társával szemben. Egy telefonbeszélgetés alkalmával Mulder felfigyel Dana kezdődő paranoiájára és rögtön a motelba megy. Scully azonban azt hiszi, hogy Mulder bántani akarja és rálő a társára (igazából nem Mulder fejét látja a kinyíló ajtóban, hanem a kopasz moteltulajdonosra lő rá, aki a pótkulccsal nyitja ki az ajtót). A golyó kevéssel téveszti el Muldert, ám a férfiak ijedtségét kihasználva Scully elmenekül.
A Magányos Harcosok megerősítik Mulder feltevését, hogy a kis szerkezet modulálja a tévéjeleket és agresszivitásra serkent. Különböző színek felváltva mutogatásával egyfajta tudatmanipulációt hajtanak végre. Byers rájön, hogy Mulder-re azért nem volt hatással a tévéműsor, mivel részint színvak ( a vörös színre ).
Muldert értesítik, hogy találtak egy holttestet, amely vélhetőleg Scullyé. Mielőtt Fox a hullaházba menne, a titokzatos informátor ismét jelentkezik és figyelmezteti, hogy ha nem elég gyorsan nyomoz, akkor a tettesek eltűnnek és a bizonyítékokat is megsemmisítik. Mulder ennek ellenére először a hullaházba megy, de a megtalált nő szerencsére nem Scully.
Az ügynök ezután Dana anyjához megy. A lakásban keresgélve hirtelen feltűnik Scully és fegyvert szegez társa fejéhez. Hallucinációtól szenvedve azt állítja, hogy Mulder az első pillanattól fogva hazudik neki. Margaret meggyőzi a lányát, hogy ez nem így van és Dana leereszti a pisztolyt.
Mulder ráébred, hogy Dr. Stroman terápiás módszerei nem éppen megfelelőek. Figyeli az orvost, majd kinyomozza, hogy hol van a búvóhelye. Látja amint a technikus is megérkezik, majd pisztolylövéseket hall. Berohan és X-et látja maga előtt, füstölgő revolverrel. X Muldert hibáztatja a történtekért, mert azt remélte, hogy Mulder hamarabb kapcsolatba lép a dokival és kiderít dolgokat, de mivel túlságosan elhúzódott az ügy, kénytelen volt felsőbb utasításra eltüntetni a dokit és a technikust.
Később Mulder és a felépült Scully Skinner irodájába mennek. A kérdések ellenére Mulder nem leplezi le X-et, mint Stroman és a technikus gyilkosát.

## Bennfentes
- Számos epizódban hallható egy bizonyos John Gillnitz név. (Ebben a részben ő az, akit meggyilkoltak a függőágyban.) A név három forgatókönyvíró nevének elegyítése: John Shiban, Vince Gilligan és Frank Spotnitz.
- Mat Beck, ennek a résznek a forgatókönyvírója, a sorozat látványtervezője is egyben.